# Love Poem
《Love Poem》是韓國創作歌手IU的第五張韓語迷你專輯，此張專輯是IU距離十週年紀念單曲〈BBIBBI〉時隔後1年的回歸。

## 宣傳與發佈
- 2019年10月1日，IU在個人Instagram上公開了2019年亞洲巡迴演唱會《Love Poem》的預告照，引發討論是否回歸。[3]
- 10月10日，IU上傳了《Love Poem》概念照，圖中的IU身處花叢中，一襲洋裝配上從未嘗試過的紫藍髮色引發討論。[4]
- 隔日（11日），IU所屬經紀公司Kakao M正式宣佈IU將於11月1日攜第五張迷你專輯回歸歌壇，此張專輯是IU距離十週年紀念單曲〈BBIBBI〉時隔後1年的回歸。並預計於10月29日公開專輯先行曲〈Love Poem〉。
- 10月20日，IU於Fancafe上發文「我原訂於11月1日發行的新專輯《Love Poem》，日期稍微往後延了。由於距離同名公演只剩兩週，有關公演的各種訊息、曲目表都是問題，也讓我和工作人員都未了日程而傷透腦筋，但老實說，我好像還需要一些時間。」專輯確定延後至11月18日發行，而原訂於10月28日公開的同名先行曲則改為11月1日發行。[5]
- 11月1日韓國時間晚上6點，同名先行曲於各大音源網站上線。音源發佈後一小時，在音源網站Ｍelon、Bugs、Ｇenie空降一位，Soribada則是空降五位。
- 同日晚間八點，在音源網站Melon、Bugs、Ｇenie、Soribada以及Navar均獲得一位。
- 11月16日，並無打歌宣傳活動的〈Love Poem〉一曲，在音源、簡訊投票滿分的情況下，得到8,830得高分。成為《Show! 音樂中心》11月第三週的一位。[6]
- 11月18日韓國時間0點，公開新曲《Blueming》預告。[7]
- 同日晚間六點，完整專輯正式於各大音源網站上線，同一時間MV在Youtube公開。
- 晚間八點，主打歌〈Blueming〉於各大音源網站上獲得一位。
- 11月19日韓國時間晚上6點，在音源網站Melon首日收聽人數達1,150,646人次。

## 曲目
| 曲目 | 曲目                                 | 曲目 | 曲目                            | 曲目 |
| 曲序 | 曲目                                 |      | 作曲                            | 时长 |
| ---- | ------------------------------------ | ---- | ------------------------------- | ---- |
| 1.   | unlucky                              | IU   | 제휘                            | 3:51 |
| 2.   | 那個人 The Visitor；그 사람          | IU   | IU                              | 3:51 |
| 3.   | Blueming                             | IU   | Lee Jong-hoon、Lee Chae-kyu、IU | 3:37 |
| 4.   | 時間之外 above the time；시간의 바깥 | IU   | Lee Min-Su                      | 5:01 |
| 5.   | 搖籃曲 Lullaby；자장가               | IU   | 김희원                          | 4:22 |
| 6.   | Love poem                            | IU   | Lee Jong-hoon                   | 4:18 |